# Ella Eyre
Ella McMahon (Londen, 1 april 1994), beter bekend als Ella Eyre, is een Britse singer-songwriter.
Ze werd bekend door haar medewerking aan de single "Think About It" van Naughty Boy en Wiz Khalifa en de zang in "Waiting All Night" van Rudimental. Haar debuut-ep, "Deeper", werd op 15 december 2013 uitgebracht. Ze maakte in 2015 een tournee met Olly Murs. Op 28 augustus 2015 kwam haar eerste studioalbum "Feline" uit.

## Biografie
McMahon groeide op in West-Londen. Ze is van Afro-Jamaicaans, Maltees en Engelse afkomst. Ze studeerde aan de Millfield School en de BRIT School for Performing Arts & Technology. In 2011 werd ze door haar management ontdekt via een zangcoach. In juli 2012 tekende Ella een contract bij Warner/Chappell, waarna een platencontract bij Virgin/EMI snel volgde.

## Discografie

### Studioalbums
| Titel       | Bijzonderheden   |
| ----------- | ---------------- |
| Deeper [EP] |                  |
| Feline      | 28 augustus 2015 |

### Singles

#### Solo
| Jaar | Titel      | Bijzonderheden |
| ---- | ---------- | -------------- |
| 2013 | Deeper     |                |
| 2014 | If I Go    |                |
| 2014 | Comeback   |                |
| 2015 | Together   |                |
| 2015 | Good Times | met Sigma      |

#### Samenwerking
| Jaar | Titel             | Bijzonderheden                           |
| ---- | ----------------- | ---------------------------------------- |
| 2012 | No Angels         | Bastille met Ella Eyre                   |
| 2012 | Free              | Bastille met Ella Eyre & Erika           |
| 2013 | Waiting All Night | Rudimental met Ella Eyre                 |
| 2013 | Think About It    | Naughty Boy met Wiz Khalifa en Ella Eyre |

| Single met eventuele hitnotering(en) in de Nederlandse Top 40 | Datum van verschijnen | Datum van binnenkomst | Hoogste positie | Aantal weken | Opmerkingen                                               |
| ------------------------------------------------------------- | --------------------- | --------------------- | --------------- | ------------ | --------------------------------------------------------- |
| Waiting All Night                                             | 2013                  | 08-06-2013            | 19              | 12           | met Rudimental / Nr. 26 in de Single Top 100              |
| Gravity                                                       | 2015                  | 21-02-2015            | tip2            | 5            | met DJ Fresh / Nr. 86 in de Single Top 100                |
| Came Here for Love                                            | 2017                  | 19-08-2017            | 32              | 2            | met Sigala / Nr. 73 in de Single Top 100                  |
| Answerphone                                                   | 2018                  | -                     |                 |              | met Banx & Ranx & Yxng Bane / Nr. 88 in de Single Top 100 |
| Deep Down                                                     | 2022                  | 30-07-2022            | 14              | 11           | met Alok, Kenny Dope & Never Dull                         |

| Single met hitnotering(en) in de Vlaamse Ultratop 50 | Datum van verschijnen | Datum van binnenkomst | Hoogste positie | Aantal weken | Opmerkingen                                 |
| ---------------------------------------------------- | --------------------- | --------------------- | --------------- | ------------ | ------------------------------------------- |
| Waiting All Night                                    | 2013                  | 04-05-2013            | 13              | 19           | met Ella Eyre                               |
| Deeper                                               | 2014                  | 11-01-2014            | tip14           | -            |                                             |
| If I Go                                              | 2014                  | 07-05-2014            | tip54           | -            |                                             |
| Gravity                                              | 2015                  | 28-02-2015            | 16              | 13           | met DJ Fresh                                |
| Together                                             | 2015                  | 23-05-2015            | tip2            | -            |                                             |
| Good Times                                           | 2015                  | 12-09-2015            | tip5            | -            |                                             |
| Came Here for Love                                   | 2017                  | 24-06-2017            | tip1            | -            | met Sigala                                  |
| Answerphone                                          | 2018                  | 24-03-2018            | tip             | -            | met Banx & Ranx & Yxng Bane                 |
| Just Got Paid                                        | 2018                  | 22-09-2018            | tip40           | -            | met Sigala, Meghan Trainor & French Montana |
| Deep Down                                            | 2022                  | 09-07-2022            | 22              | 6            |                                             |

- Gemeinsame Normdatei: 1257163671
- International Standard Name Identifier: 0000 0004 3071 9024
- Library of Congress Control Number: no2014036434
- MusicBrainz: f7602b15-66cc-4b31-b3b6-ed3c0a29eea3
- Virtual International Authority File: 308181217
- WorldCat: E39PBJpjbygPMrgJ7x43RTmTpP